# USS Fitch (DD-462)
L'USS Fitch (DD-462/DMS-25) est un destroyer de classe Gleaves en service dans la Marine des États-Unis pendant la Seconde Guerre mondiale. Il fut le seul navire nommé en l'honneur du commander LeRoy Fitch (en), un officier de la guerre de Sécession.
Sa quille est posé le 6 janvier 1941 au chantier naval de Boston, dans le Massachusetts. Il est lancé le 14 juin 1941, parrainé par Mme H. W. Thomas, petite-nièce du commander Fitch. Il est mis en service le 3 février 1942 sous le commandement du lieutenant commander Henry Crommelin. Il fut reclassé DMS-25 le 15 novembre 1944, puis de nouveau classé DD-462 le 15 juillet 1955.

## Historique
Il commence par escorter le porte-avions USS Ranger puis participe aux opérations amphibies au large du Maroc en novembre dans le cadre de l’opération Torch. Il patrouille ensuite dans la Manche et en mer du Nord avant d’escorter de nouveaux convois à travers l’Atlantique et de patrouiller dans les Caraïbes.
Le 25 avril 1944, il quitte Norfolk et fait route vers Belfast en vue de participer à l’opération Neptune. Dans la nuit du 5 au 6 juin 1944, il mouille des mines dans la Manche au profit de la flotte alliée qui se dirige vers la Normandie. Aux premières heures du Jour J, il mouille au large d’Utah Beach puis bombarde les positions allemandes dans ce secteur. Il assiste impuissant à la destruction de l’USS Corry dont il embarque une partie des survivants. Le Fitch continue sa mission d’appui-feu au profit des forces terrestres américaines jusqu'au 19 juin.
Il est engagé dans la Méditerranée en juillet afin de participer le mois suivant au débarquement de Provence. En novembre 1944, il rentre aux États-Unis pour y être transformé en dragueur de mines rapide. Engagé dans le Pacifique à compter de février 1945, il sert au sein de la 3e escadre et participe aux cérémonies d’armistice le 2 septembre dans la baie de Tokyo.

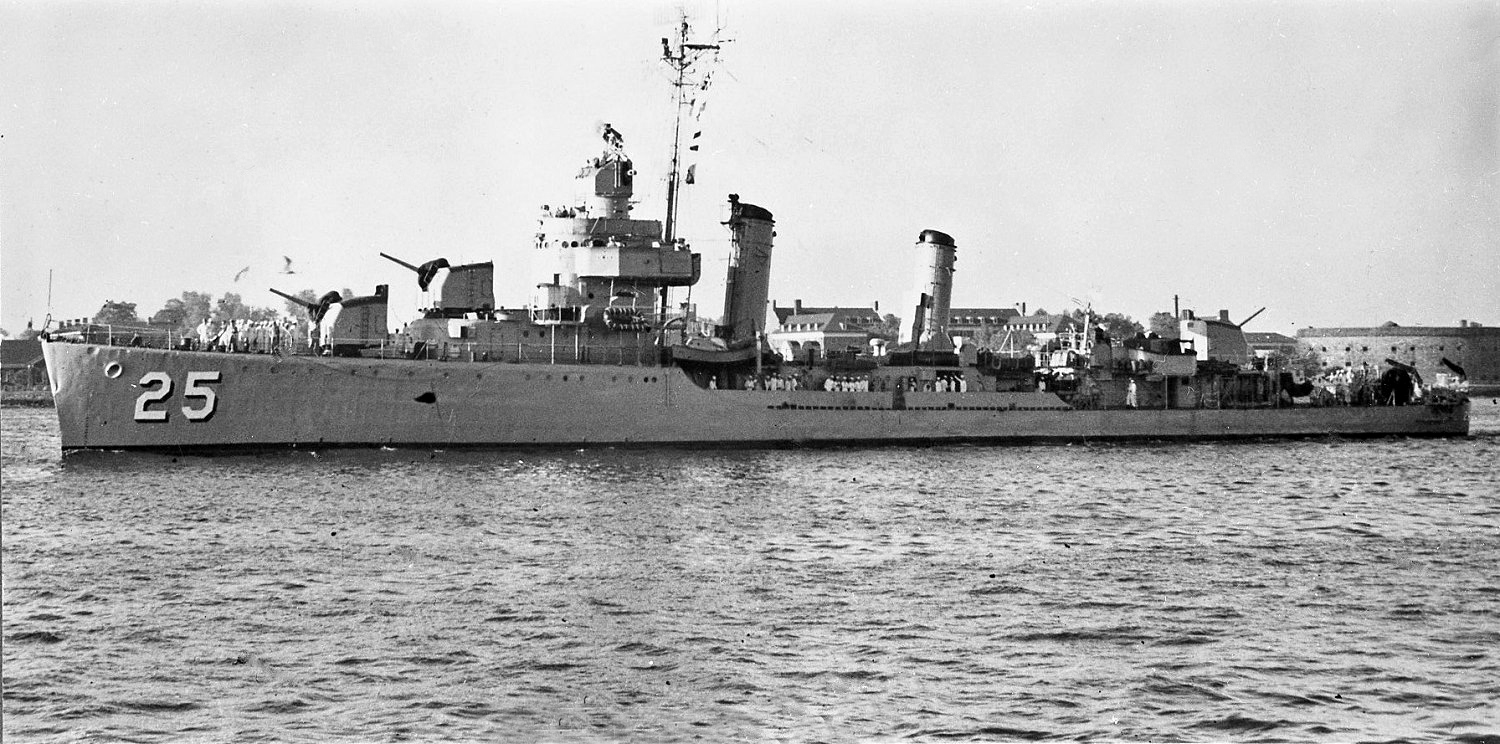
Le Fitch dans les années 1950.

Placé en réserve le 24 février 1956, il est volontairement coulé lors d’un exercice de tir au large de la Floride le 15 novembre 1973.

## Décorations
Le Fitch a reçu cinq Battles star pour son service dans la Seconde Guerre mondiale.